# Anastassija Alexejewna Rygalina
Anastassija Alexejewna Rygalina (russisch Анастасия Алексеевна Рыгалина, wiss. Transliteration Anastasija Alekseevna Rygalina; * 31. Januar 1996 in Bogorodizk) ist eine russische Skilangläuferin. 

## Werdegang
Rygalina startete im November 2011 in Werschina Tjoi erstmals im Eastern-Europe-Cup und belegte dabei den 105. Platz im Sprint und den 100. Rang über 5 km klassisch. Im März 2016 wurde sie bei den russischen Juniorenmeisterschaften Dritte im Skiathlon. Bei den russischen U23-Meisterschaften 2019 in Rybinsk siegte sie im 15-km-Massenstartrennen. In der Saison 2019/20 holte sie im Skiathlon in Kononowskaja ihren ersten Sieg im Eastern-Europe-Cup und erreichte zum Saisonende den 19. Platz in der Gesamtwertung. In der folgenden Saison errang sie mit vier Top-Zehn-Platzierungen, darunter Platz drei über 10 km Freistil in Krasnogorsk, den 20. Platz in der Gesamtwertung. Nach Platz acht und 14 je über 10 km bei FIS-Rennen in Muonio zu Beginn der Saison 2021/22, gab sie in Ruka ihr Debüt im Weltcup, welches sie auf dem 42. Platz über 10 km klassisch beendete. Tags darauf holte sie mit dem 25. Platz in der Verfolgung ihre ersten Weltcuppunkte. Die Tour de Ski 2021/22 beendete sie auf dem 25. Platz. Beim Saisonhöhepunkt, den Olympischen Winterspielen 2022 in Peking, belegte sie den 17. Platz im 30-km-Massenstartrennen und den achten Rang im Skiathlon.

## Siege bei Continental-Cup-Rennen
| Nr. | Datum        | Ort          | Disziplin       | Serie              |
| --- | ------------ | ------------ | --------------- | ------------------ |
| 1.  | 1. März 2020 | Kononowskaja | 15 km Skiathlon | Eastern Europe Cup |